# Kruidvat

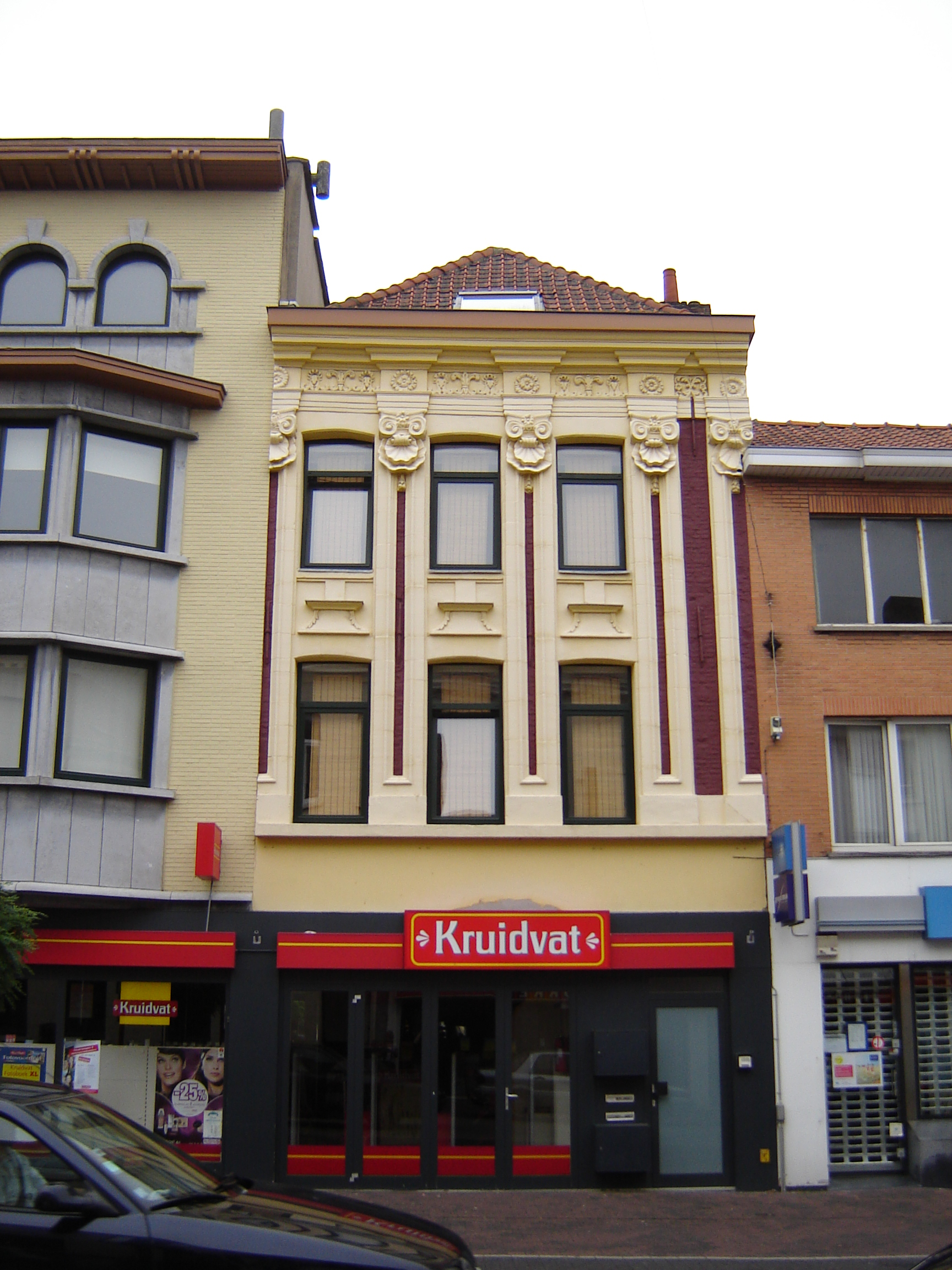
Un Kruidvat sur la rue de Lille (Rijselstraat) à Menin en Belgique.

Kruidvat (prononcé « /kʁødˈfat/ », litt. « tonneau d'épices » en néerlandais) est une chaîne de drogueries belgo-néerlandaise créée en 1975 et appartenant au groupe A.S. Watson. 
Son siège social est situé aux Pays-Bas à Renswoude, celui de Kruidvat Belgique se situe à Anvers. Le centre de distribution se trouve dans la ville néerlandaise de Heteren, en Gueldre. Les principaux concurrents de Kruidvat sur le marché néerlandais sont DA et Etos.
Kruidvat possède, en 2024, des magasins aux Pays-Bas et en Belgique.

## Histoire
Le premier magasin Kruidvat fut ouvert en 1975 aux Pays-Bas par Dick Siebrand et Ed During. Dans les années 1990, les magasins Kruidvat ont acquis une certaine notoriété avec des disques compacts et des livres à prix bas.
En 1992, le premier magasin Kruidvat ouvre ses portes en Belgique dans la ville d'Anvers, puis deux ans après, en 1994, le plus grand magasin de Kruidvat fut ouvert à Courtrai, ayant une superficie de 625 mètres carrés.
En août 2002, le Kruidvat Holding, dont faisait partie Kruidvat ainsi que les enseignes ICI Paris XL, Trekpleister, Superdrug et Rossmann, a été racheté par le groupe Hong Kongais AS Watson pour une somme de 1,3 milliard d'euros,,.
Le 23 novembre 2015, Kruidvat ouvre son premier magasin en France, à Lille. Le cinquième magasin Kruidvat de France ainsi que le deuxième de Lille a ouvert ses portes en fin décembre 2018.
En janvier 2021, Kruidvat quitte le marché français et ferme ses 5 magasins français.